# تروس ۱۸۲۸۱
سیارک ۱۸۲۸۱ (به انگلیسی: 18281 Tros، نامگذاری:4317T-3) هجده هزار و دویست و هشتاد و یکمین سیارک کشف شده‌است که در ۱۶ اکتبر ۱۹۷۷ کشف شد.
قدر مطلق سیارک برابر ۱۲٫۸۰ است.